# Río Sella
Río Sella este o arie protejată (arie specială de conservare — SAC, sit de importanță comunitară — SCI) din Spania întinsă pe o suprafață de 579,67 ha, integral pe uscat.

## Localizare
Centrul sitului Río Sella este situat la coordonatele 43°22′58″N 5°10′35″W / 43.3828°N 5.1764°V.

## Înființare
Situl Río Sella a fost declarat sit de importanță comunitară în mai 1999 pentru a proteja 3 specii de plante și 12 specii de animale. Situl a fost protejat și ca arie specială de conservare în decembrie 2014.

## Biodiversitate
Situată în ecoregiunile atlantică și marină Atlantică, aria protejată conține 5 habitate naturale: Pajiști uscate europene, Lande oro-mediteraneene cu formațiuni endemice de grozamă, Pajiști uscate seminaturale și facies de acoperire cu tufișuri pe substraturi calcaroase (Festuco-Brometalia) (* situri importante pentru orhidee), Păduri aluvionare cu Alnus glutinosa și Fraxinus excelsior (Alno-Padion, Alnion incanae, Salicion albae), Pante stâncoase calcaroase cu vegetație casmofită.
La baza desemnării sitului se află mai multe specii protejate:
- plante (3): Culcita macrocarpa, Trichomanes speciosum, Woodwardia radicans
- păsări (4): pescăruș albastru (Alcedo atthis), rață mare (Anas platyrhynchos), stârc cenușiu (Ardea cinerea), Phalacrocorax carbo sinensis
- amfibieni (1): Chioglossa lusitanica
- mamifere (2): Galemys pyrenaicus, vidră de râu (Lutra lutra)
- nevertebrate (2): Elona quimperiana, Euplagia quadripunctaria
- pești (3): Alosa alosa, Petromyzon marinus, somonul (Salmo salar)

Pe lângă speciile protejate, pe teritoriul sitului au mai fost identificate 1 specie de păsări.